# NGC 316
NGC 316 este o stea situată în constelația Peștii. A fost descoperită în 29 noiembrie 1850 de către Bindon Stoney.